# Невзоров Борис Георгійович
Борис Георгійович Невзоров (рос. Бори́с Гео́ргиевич Невзо́ров; 18 січня 1950, ст. Старомінська, Краснодарський край, РРФСР, СРСР — 18 лютого 2022, Москва, Росія ) — радянський та російський актор. Народний артист Росії (2011). Лауреат Державної премії Росії.

## Біографія
Закінчив Школу-студію МХАТу. 
Багато знімався у фільмах та серіалах, в тому числі — у низці українських та російсько-українських кінопроектів.
Фігурант бази даних центру «Миротворець» (участь у пропагандистських заходах в окупованому РФ Криму — учасник кінофоруму «Золотий витязь» (м. Севастополь, 2015), зйомки в серіалі «Кунгур» тощо).
Помер 18 лютого 2022 року від ускладнень, викликаних коронавірусним захворюванням COVID-19.

## Фільмографія
- «Дорога» (1975)
- «Маршал революції» (1978)
- «День повернення» (1979)
- «Ти повинен жити» (1980)
- «Ось така музика» (1981)
- «Люди на болоті» («Дихання грози») (1981)
- «Росія молода» (1981—1982)
- «Червоні дзвони. Фільм 2. Я бачив народження нового світу» (1982)
- «Знайти і знешкодити» (1982)
- «Без особливого ризику» (1983)
- «Тайговий моряк» (1983)
- «Тут твій фронт» (1983, Павло)
- «Парашутисти» (1984)
- «Клініка» (1984)
- «Найкраща дорога нашого життя» (1984, Фелікс Олександрович Прудников)
- «Говорить Москва» (1985, Василь Орлов)
- «Діти сонця» (1985, Єгор, слюсар)
- «Русь споконвічна» (1985)
- «Дзвін Чорнобиля» (1986, док. фільм, оповідач (за кадром)
- «55 градусів нижче нуля» (1986)
- «Капабланка» (1986)
- «На порозі» (1986)
- «Перший хлопець» (1986, Віктор Єгорович Ножов)
- «Гулящі люди» (1987, Лазар Палич)
- «Червоний колір папороті» (1988)
- «Висока кров» (1989, Шавров)
- «Сталінград» (1989)
- «Берег порятунку» (1990)
- «Все попереду» (1990)
- «Нелюд, або В раю заборонено полювання» (1990, Сергій)
- «Ятринська відьма» (1991)
- «Квіти провінції» (1994)
- «Прості істини» (1999—2003, Борис Іванович Комаров, директор школи)
- «Каменська» (1999—2000, 2003, 2011)
- «Марш Турецького» (2000-2002, 2007)
- «Далекобійники 2» (2004)
- «Зцілення коханням» (2004, Слідчий; Україна—Росія)
- «Вовчиця» (2006, т/с, отець Іоанн; Україна—Росія)
- «Рідні люди» (2008, т/с; Україна—Росія)
- «Майор» (2013)
- «Дурень» (2014, начальник служби ЖКГ Федотов Федір Матвійович)
- «Журавель в небі» (2020, т/с)

Знявся в українських стрічках:
- «Маршал революції» (1978, т/ф, 2 а)
- «Особливо небезпечні...» (1979)
- «Всього один поворот» (1986, т/ф, Євген Ковальов, штурман)
- «Яри» (1990, т/ф, 4 а)
- «Гріх» (1991, т/ф, 2 а)
- «Вбивство в Саншайн-Менор» (1992)
- «Гладіатор за наймом» (1993, Україна—Білорусь)
- «Блакитна сукня» (2016, Україна—Франція)